# 2013-as Formula–1 indiai nagydíj
Az indiai nagydíj volt a 2013-as Formula–1 világbajnokság tizenhatodik futama, amelyet 2013. október 25. és október 27. között rendeztek meg az indiai Buddh International Circuit-en. Sebastian Vettel ezen a futamon sorozatban negyedik világbajnoki címét, a Red Bull-Renault pedig sorozatban negyedik konstruktőri világbajnoki címét szerezte meg.

## Szabadedzések

### Első szabadedzés
Az indiai nagydíj első szabadedzését október 25-én, pénteken délelőtt tartották.
| helyezés | versenyző           | csapat/motor         | elért idő | különbség | futott kör |
| -------- | ------------------- | -------------------- | --------- | --------- | ---------- |
| 1        | Sebastian Vettel    | Red Bull-Renault     | 1:26,683  | -         | 24         |
| 2        | Mark Webber         | Red Bull-Renault     | 1:26,871  | +0,188    | 17         |
| 3        | Nico Rosberg        | Mercedes             | 1:26,899  | +0,216    | 23         |
| 4        | Romain Grosjean     | Lotus-Renault        | 1:26,990  | +0,307    | 20         |
| 5        | Lewis Hamilton      | Mercedes             | 1:27,227  | +0,544    | 21         |
| 6        | Jenson Button       | McLaren-Mercedes     | 1:27,335  | +0,652    | 23         |
| 7        | Sergio Pérez        | McLaren-Mercedes     | 1:27,416  | +0,733    | 23         |
| 8        | Felipe Massa        | Ferrari              | 1:27,692  | +1,009    | 21         |
| 9        | Nico Hülkenberg     | Sauber-Ferrari       | 1:27,770  | +1,087    | 19         |
| 10       | Valtteri Bottas     | Williams-Renault     | 1:27,800  | +1,117    | 23         |
| 11       | Jean-Éric Vergne    | Toro Rosso-Ferrari   | 1:28,035  | +1,352    | 25         |
| 12       | Fernando Alonso     | Ferrari              | 1:28,214  | +1,531    | 6          |
| 13       | Daniel Ricciardo    | Toro Rosso-Ferrari   | 1:28,336  | +1,653    | 18         |
| 14       | Pastor Maldonado    | Williams-Renault     | 1:28,342  | +1,659    | 21         |
| 15       | Adrian Sutil        | Force India-Mercedes | 1:28,468  | +1,785    | 20         |
| 16       | Esteban Gutiérrez   | Sauber-Ferrari       | 1:28,538  | +1,855    | 18         |
| 17       | Kimi Räikkönen      | Lotus-Renault        | 1:28,730  | +2,047    | 18         |
| 18       | James Calado        | Force India-Mercedes | 1:29,197  | +2,514    | 22         |
| 19       | Giedo van der Garde | Caterham-Renault     | 1:29,413  | +2,730    | 24         |
| 20       | Jules Bianchi       | Marussia-Cosworth    | 1:29,560  | +2,877    | 20         |
| 21       | Charles Pic         | Caterham-Renault     | 1:30,026  | +3,343    | 23         |
| 22       | Max Chilton         | Marussia-Cosworth    | 1:30,471  | +3,788    | 17         |

### Második szabadedzés
Az indiai nagydíj második szabadedzését október 25-én, pénteken délután tartották.
| helyezés | versenyző           | csapat/motor         | elért idő | különbség | futott kör |
| -------- | ------------------- | -------------------- | --------- | --------- | ---------- |
| 1        | Sebastian Vettel    | Red Bull-Renault     | 1:25,722  | -         | 35         |
| 2        | Mark Webber         | Red Bull-Renault     | 1:26,011  | +0,289    | 38         |
| 3        | Romain Grosjean     | Lotus-Renault        | 1:26,220  | +0,498    | 36         |
| 4        | Lewis Hamilton      | Mercedes             | 1:26,399  | +0,677    | 36         |
| 5        | Fernando Alonso     | Ferrari              | 1:26,430  | +0,708    | 39         |
| 6        | Nico Rosberg        | Mercedes             | 1:26,582  | +0,860    | 40         |
| 7        | Felipe Massa        | Ferrari              | 1:26,601  | +0,879    | 41         |
| 8        | Kimi Räikkönen      | Lotus-Renault        | 1:26,632  | +0,910    | 32         |
| 9        | Sergio Pérez        | McLaren-Mercedes     | 1:26,857  | +1,135    | 40         |
| 10       | Jenson Button       | McLaren-Mercedes     | 1:26,972  | +1,250    | 39         |
| 11       | Daniel Ricciardo    | Toro Rosso-Ferrari   | 1:27,304  | +1,582    | 17         |
| 12       | Adrian Sutil        | Force India-Mercedes | 1:27,375  | +1,653    | 36         |
| 13       | Valtteri Bottas     | Williams-Renault     | 1:27,429  | +1,707    | 31         |
| 14       | Nico Hülkenberg     | Sauber-Ferrari       | 1:27,491  | +1,769    | 40         |
| 15       | Paul di Resta       | Force India-Mercedes | 1:27,608  | +1,886    | 38         |
| 16       | Pastor Maldonado    | Williams-Renault     | 1:27,720  | +1,998    | 23         |
| 17       | Esteban Gutiérrez   | Sauber-Ferrari       | 1:27,949  | +2,227    | 34         |
| 18       | Jean-Éric Vergne    | Toro Rosso-Ferrari   | 1:28,431  | +2,709    | 30         |
| 19       | Giedo van der Garde | Caterham-Renault     | 1:28,692  | +2,970    | 39         |
| 20       | Jules Bianchi       | Marussia-Cosworth    | 1:28,799  | +3,077    | 32         |
| 21       | Charles Pic         | Caterham-Renault     | 1:29,366  | +3,644    | 37         |
| 22       | Max Chilton         | Marussia-Cosworth    | 1:30,164  | +4,442    | 27         |

### Harmadik szabadedzés
Az indiai nagydíj harmadik szabadedzését október 26-án, szombaton délelőtt tartották.
| helyezés | versenyző           | csapat/motor         | elért idő | különbség | futott kör |
| -------- | ------------------- | -------------------- | --------- | --------- | ---------- |
| 1        | Sebastian Vettel    | Red Bull-Renault     | 1:25,332  | -         | 16         |
| 2        | Mark Webber         | Red Bull-Renault     | 1:25,892  | +0,560    | 14         |
| 3        | Fernando Alonso     | Ferrari              | 1:26,105  | +0,773    | 19         |
| 4        | Nico Hülkenberg     | Sauber-Ferrari       | 1:26,306  | +0,974    | 17         |
| 5        | Romain Grosjean     | Lotus-Renault        | 1:26,350  | +1,018    | 16         |
| 6        | Felipe Massa        | Ferrari              | 1:26,435  | +1,103    | 20         |
| 7        | Paul di Resta       | Force India-Mercedes | 1:26,438  | +1,106    | 15         |
| 8        | Nico Rosberg        | Mercedes             | 1:26,441  | +1,109    | 19         |
| 9        | Jenson Button       | McLaren-Mercedes     | 1:26,489  | +1,157    | 15         |
| 10       | Lewis Hamilton      | Mercedes             | 1:26,557  | +1,225    | 17         |
| 11       | Kimi Räikkönen      | Lotus-Renault        | 1:26,635  | +1,303    | 14         |
| 12       | Pastor Maldonado    | Williams-Renault     | 1:26,641  | +1,309    | 13         |
| 13       | Sergio Pérez        | McLaren-Mercedes     | 1:26,737  | +1,405    | 13         |
| 14       | Adrian Sutil        | Force India-Mercedes | 1:26,847  | +1,515    | 17         |
| 15       | Jean-Éric Vergne    | Toro Rosso-Ferrari   | 1:26,876  | +1,544    | 17         |
| 16       | Valtteri Bottas     | Williams-Renault     | 1:26,883  | +1,551    | 15         |
| 17       | Daniel Ricciardo    | Toro Rosso-Ferrari   | 1:27,259  | +1,927    | 18         |
| 18       | Charles Pic         | Caterham-Renault     | 1:27,941  | +2,609    | 18         |
| 19       | Esteban Gutiérrez   | Sauber-Ferrari       | 1:28,019  | +2,687    | 15         |
| 20       | Giedo van der Garde | Caterham-Renault     | 1:28,498  | +3,166    | 16         |
| 21       | Max Chilton         | Marussia-Cosworth    | 1:29,094  | +3,762    | 11         |
| 22       | Jules Bianchi       | Marussia-Cosworth    | 1:29,169  | +3,837    | 13         |

## Időmérő edzés
Az indiai nagydíj időmérő edzését október 26-án, szombaton futották.
| helyezés              | rajtszám | versenyző           | csapat/motor         | 1. rész  | 2. rész  | 3. rész  | rajthely |
| --------------------- | -------- | ------------------- | -------------------- | -------- | -------- | -------- | -------- |
| 1                     | 1        | Sebastian Vettel    | Red Bull-Renault     | 1:25,943 | 1:24,568 | 1:24,119 | 1        |
| 2                     | 9        | Nico Rosberg        | Mercedes             | 1:25,833 | 1:25,304 | 1:24,871 | 2        |
| 3                     | 10       | Lewis Hamilton      | Mercedes             | 1:25,802 | 1:25,259 | 1:24,941 | 3        |
| 4                     | 2        | Mark Webber         | Red Bull-Renault     | 1:25,665 | 1:25,097 | 1:25,047 | 4        |
| 5                     | 4        | Felipe Massa        | Ferrari              | 1:25,793 | 1:25,389 | 1:25,201 | 5        |
| 6                     | 7        | Kimi Räikkönen      | Lotus-Renault        | 1:25,819 | 1:25,191 | 1:25,248 | 6        |
| 7                     | 11       | Nico Hülkenberg     | Sauber-Ferrari       | 1:25,883 | 1:25,339 | 1:25,334 | 7        |
| 8                     | 3        | Fernando Alonso     | Ferrari              | 1:25,934 | 1:24,885 | 1:25,826 | 8        |
| 9                     | 6        | Sergio Pérez        | McLaren-Mercedes     | 1:26,107 | 1:25,365 | 1:26,153 | 9        |
| 10                    | 5        | Jenson Button       | McLaren-Mercedes     | 1:25,574 | 1:25,458 | 1:26,487 | 10       |
| 11                    | 19       | Daniel Ricciardo    | Toro Rosso-Ferrari   | 1:25,673 | 1:25,519 |          | 11       |
| 12                    | 14       | Paul di Resta       | Force India-Mercedes | 1:25,908 | 1:25,711 |          | 12       |
| 13                    | 15       | Adrian Sutil        | Force India-Mercedes | 1:26,164 | 1:25,740 |          | 13       |
| 14                    | 18       | Jean-Éric Vergne    | Toro Rosso-Ferrari   | 1:26,155 | 1:25,798 |          | 14       |
| 15                    | 17       | Valtteri Bottas     | Williams-Renault     | 1:26,178 | 1:26,134 |          | 15       |
| 16                    | 12       | Esteban Gutiérrez   | Sauber-Ferrari       | 1:26,057 | 1:26,336 |          | 16       |
| 17                    | 8        | Romain Grosjean     | Lotus-Renault        | 1:26,577 |          |          | 17       |
| 18                    | 16       | Pastor Maldonado    | Williams-Renault     | 1:26,842 |          |          | 18       |
| 19                    | 22       | Jules Bianchi       | Marussia-Cosworth    | 1:26,970 |          |          | 19       |
| 20                    | 21       | Giedo van der Garde | Caterham-Renault     | 1:27,105 |          |          | 20       |
| 21                    | 20       | Charles Pic         | Caterham-Renault     | 1:27,487 |          |          | 21       |
| 22                    | 23       | Max Chilton         | Marussia-Cosworth    | 1:28,138 |          |          | 22       |
| 107%-os idő: 1:31,564 |          |                     |                      |          |          |          |          |

## Futam
Az indiai nagydíj futamát október 27-én, vasárnap rendezték.
| helyezés | rajtszám | versenyző           | csapat/motor         | futott kör | idő/kiesés oka   | rajthely | pont |
| -------- | -------- | ------------------- | -------------------- | ---------- | ---------------- | -------- | ---- |
| 1        | 1        | Sebastian Vettel    | Red Bull-Renault     | 60         | 1:31:12,187      | 1        | 25   |
| 2        | 9        | Nico Rosberg        | Mercedes             | 60         | +29,823          | 2        | 18   |
| 3        | 8        | Romain Grosjean     | Lotus-Renault        | 60         | +39,892          | 17       | 15   |
| 4        | 4        | Felipe Massa        | Ferrari              | 60         | +41,692          | 5        | 12   |
| 5        | 6        | Sergio Pérez        | McLaren-Mercedes     | 60         | +43,829          | 9        | 10   |
| 6        | 10       | Lewis Hamilton      | Mercedes             | 60         | +52,475          | 3        | 8    |
| 7        | 7        | Kimi Räikkönen      | Lotus-Renault        | 60         | +1:07,988        | 6        | 6    |
| 8        | 14       | Paul di Resta       | Force India-Mercedes | 60         | +1:12,868        | 12       | 4    |
| 9        | 15       | Adrian Sutil        | Force India-Mercedes | 60         | +1:14,734        | 13       | 2    |
| 10       | 19       | Daniel Ricciardo    | Toro Rosso-Ferrari   | 60         | +1:16,237        | 11       | 1    |
| 11       | 3        | Fernando Alonso     | Ferrari              | 60         | +1:18,297        | 8        |      |
| 12       | 16       | Pastor Maldonado    | Williams-Renault     | 60         | +1:18,951        | 18       |      |
| 13       | 18       | Jean-Éric Vergne    | Toro Rosso-Ferrari   | 59         | +1 kör           | 14       |      |
| 14       | 5        | Jenson Button       | McLaren-Mercedes     | 59         | +1 kör           | 10       |      |
| 15       | 12       | Esteban Gutiérrez   | Sauber-Ferrari       | 59         | +1 kör           | 16       |      |
| 16       | 17       | Valtteri Bottas     | Williams-Renault     | 59         | +1 kör           | 15       |      |
| 17       | 23       | Max Chilton         | Marussia-Cosworth    | 58         | +2 kör           | 22       |      |
| 18       | 22       | Jules Bianchi       | Marussia-Cosworth    | 58         | +2 kör           | 19       |      |
| 19       | 11       | Nico Hülkenberg     | Sauber-Ferrari       | 54         | sebességváltó    | 7        |      |
| ki       | 2        | Mark Webber         | Red Bull-Renault     | 39         | generátor        | 4        |      |
| ki       | 20       | Charles Pic         | Caterham-Renault     | 35         | hidraulika       | 21       |      |
| ki       | 21       | Giedo van der Garde | Caterham-Renault     | 1          | baleseti sérülés | 20       |      |

## A világbajnokság állása a verseny után
| H   | Versenyzők       | Pont | H   | Konstruktőrök        | Pont |
| --- | ---------------- | ---- | --- | -------------------- | ---- |
| 1.  | Sebastian Vettel | 322  | 1.  | Red Bull-Renault     | 470  |
| 2.  | Fernando Alonso  | 207  | 2.  | Mercedes             | 313  |
| 3.  | Kimi Räikkönen   | 183  | 3.  | Ferrari              | 309  |
| 4.  | Lewis Hamilton   | 169  | 4.  | Lotus-Renault        | 285  |
| 5.  | Mark Webber      | 148  | 5.  | McLaren-Mercedes     | 93   |
| 6.  | Nico Rosberg     | 144  | 6.  | Force India-Mercedes | 68   |
| 7.  | Romain Grosjean  | 102  | 7.  | Sauber-Ferrari       | 45   |
| 8.  | Felipe Massa     | 102  | 8.  | Toro Rosso-Ferrari   | 32   |
| 9.  | Jenson Button    | 60   | 9.  | Williams-Renault     | 1    |
| 10. | Paul di Resta    | 40   | 10. | Marussia-Cosworth    | 0    |

(A teljes táblázat)

## Statisztikák
- Vezető helyen:
  - Sebastian Vettel : 33 kör (1-2 / 29-31 / 33-60)
  - Felipe Massa : 6 kör (3-8)
  - Mark Webber : 21 kör (9-28 / 32)
- Sebastian Vettel 43. pole-pozíciója, 36. győzelme.
- Kimi Räikkönen 39. leggyorsabb köre.
- A Red Bull 44. győzelme.
- Sebastian Vettel 59., Nico Rosberg 10., Romain Grosjean 8. dobogós helyezése.
- Sebastian Vettel 4. egyéni világbajnoki címe, a Red Bull-Renault 4. konstruktőri világbajnoki címe.